# 小行星6834
小行星6834（英語：6834 Hunfeld）是一颗围绕太阳公转的小行星。1993年5月11日，清水義定、浦田武在那智胜浦町发现了此天体。
这颗小行星的绝对星等为225.84300等。